# Ophidiidae

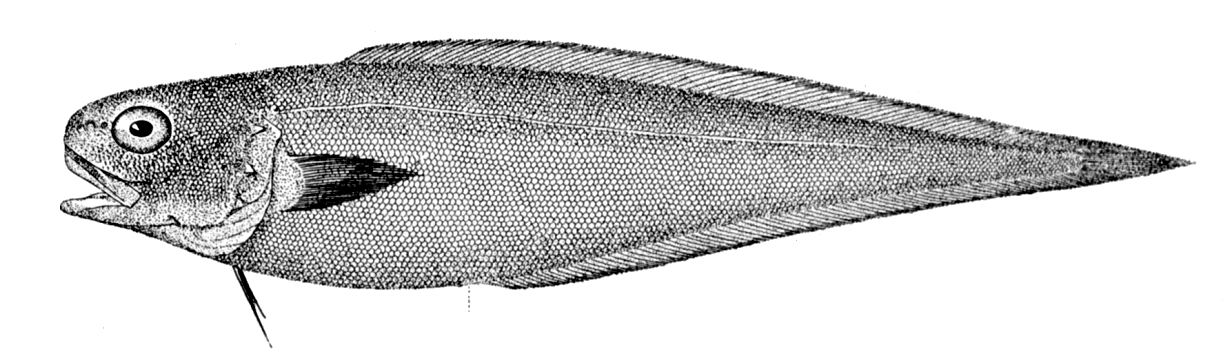
Benthocometes robustus

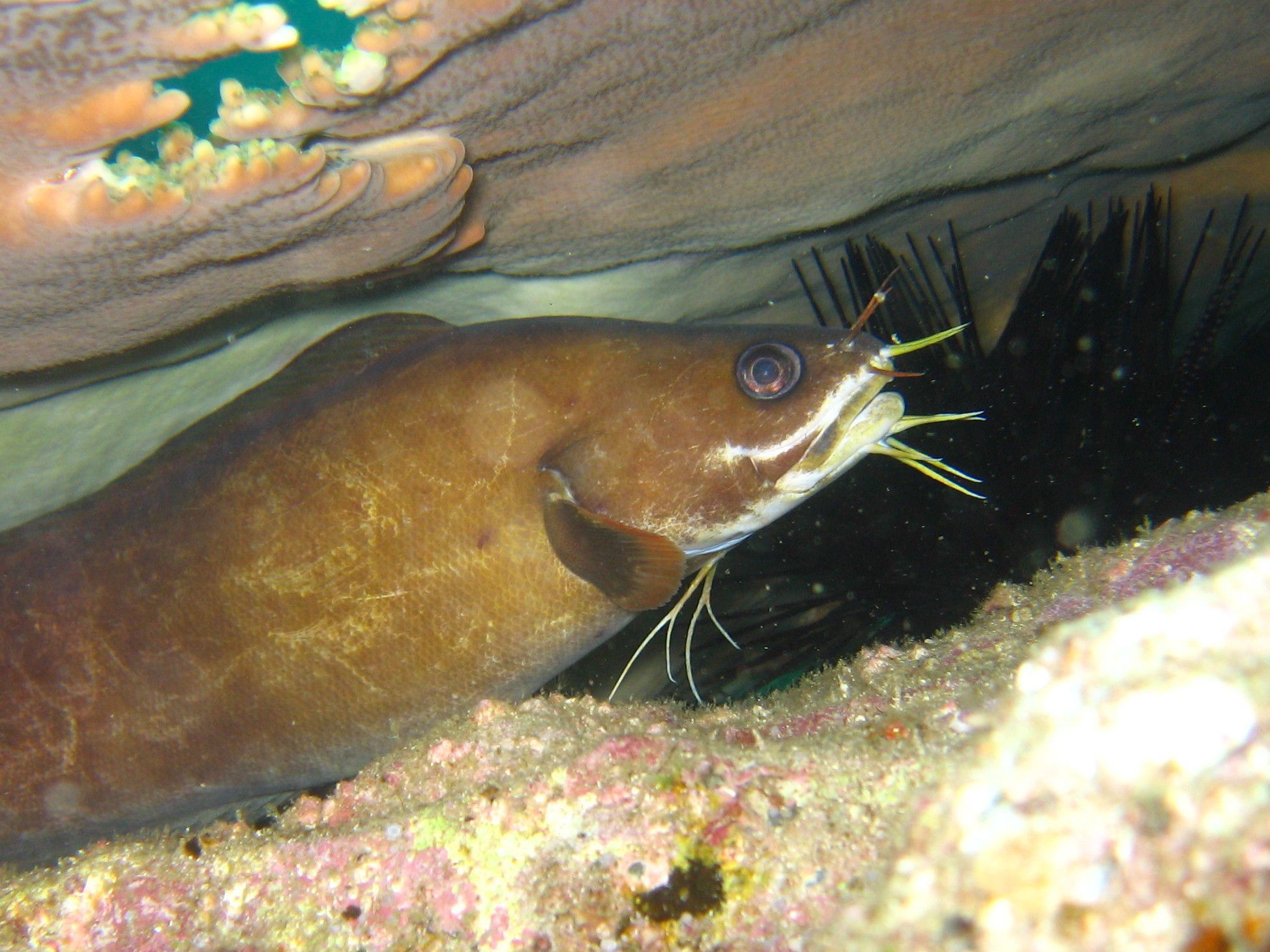
Brotula multibarbata

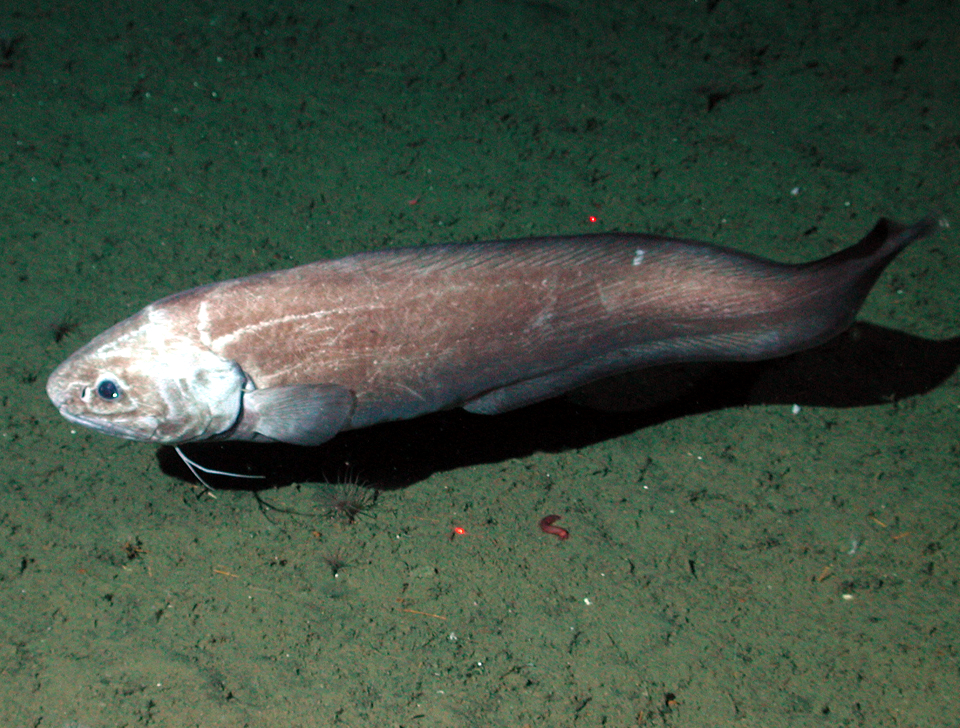
Spectrunculus grandis

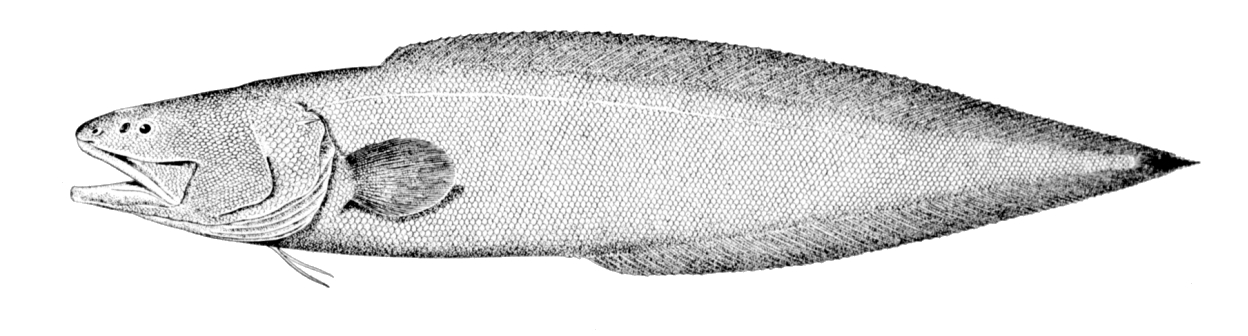
Bassogigas gillii

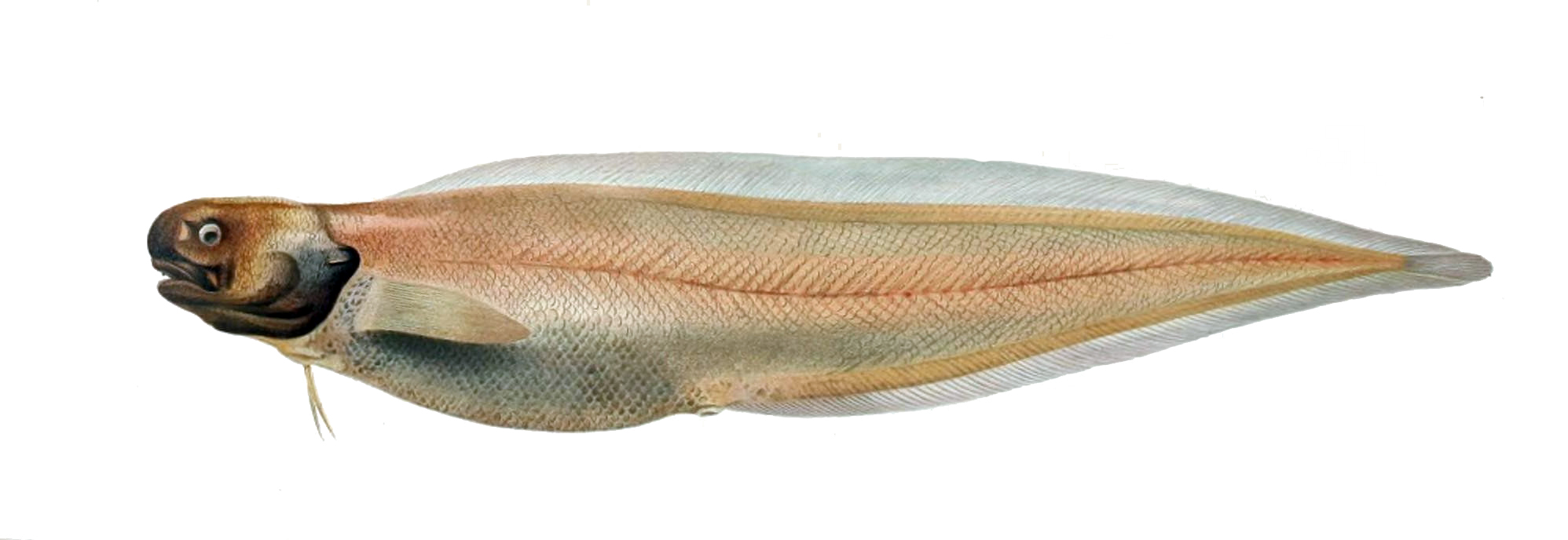
Barathrites iris

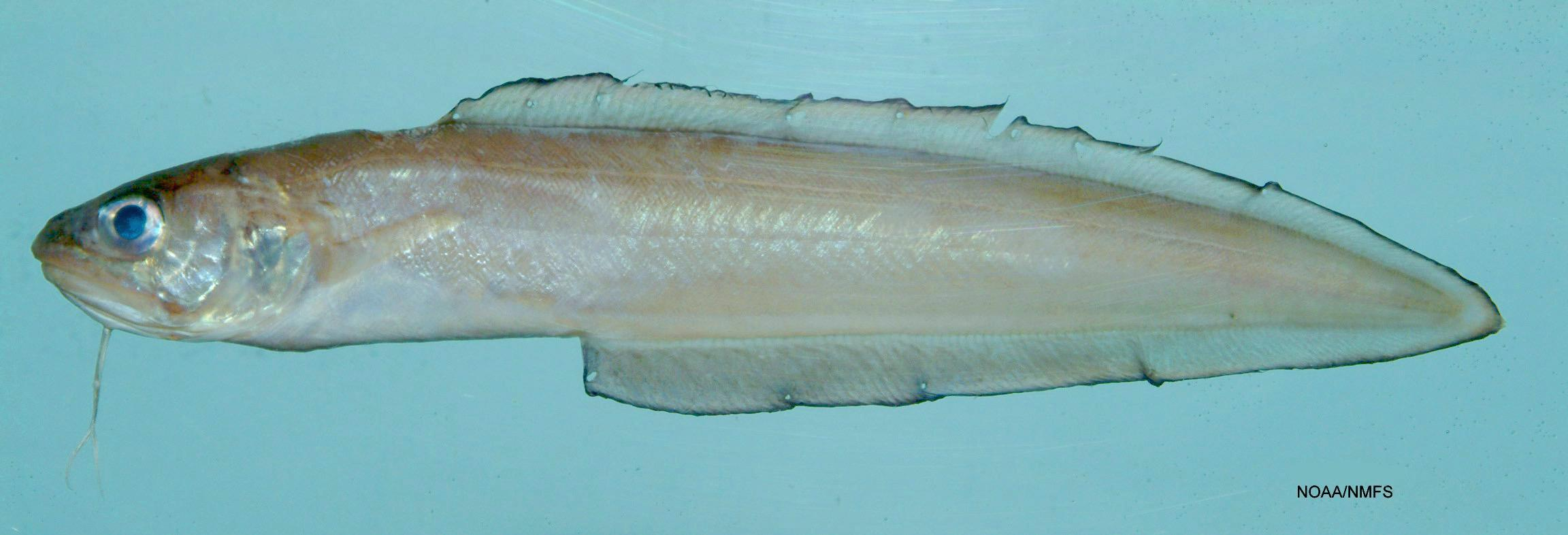
Lepophidium brevibarbe

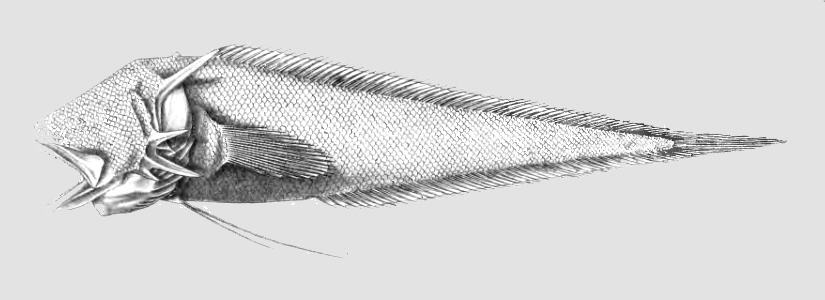
Tauredophidium hextii

Gli Ophidiidae Rafinesque, 1810 sono una famiglia di pesci ossei marini appartenenti all'ordine Ophidiiformes.

## Distribuzione e habitat
Sono presenti in tutti gli oceani.
Nel mar Mediterraneo sono presenti quattro specie:
- Benthocometes robustus
- Ophidion barbatum
- Ophidion rochei
- Parophidion vassali

Molte specie sono abissali e si ritrovano anche alle altissime profondità, nel piano adale.

## Descrizione
Sono pesci allungati e compressi ai lati, abbastanza simili agli anguilliformi. Sono coperti di scaglie piccole. La linea laterale può non essere completa, è situata alta sul profilo dorsale. Non ci sono raggi spinosi sulle pinne, la pinna dorsale e la pinna anale sono lunghe, di solito unite alla pinna caudale, che in tal caso non è distinta. L'ano è posto anteriormente, in genere all'altezza dell'apice delle pinne pettorali. Le pinne ventrali in alcune specie sono assenti, quando sono presenti sono ridotte a pochi raggi (di solito uno o due), simili a barbigli; sono poste molto anteriormente, sotto la mandibola o sotto l'opercolo branchiale.
Misurano alcune decine di centimetri, fino a un metro. Lamprogrammus shcherbachevi è la specie più grande e può eccezionalmente raggiungere i due metri.

### Riproduzione
Al contrario che negli affini Carapidae non è presente lo stadio larvale vexillum.

## Pesca
Di scarso interesse nei mari europei, possono essere oggetto di limitate attività di pesca commerciale in altre zone. Sono catturati soprattutto con le reti a strascico.

## Generi
- Abyssobrotula
- Acanthonus
- Alcockia
- Apagesoma
- Barathrites
- Barathrodemus
- Bassogigas
- Bassozetus
- Bathyonus
- Benthocometes
- Brotula
- Brotulotaenia
- Cherublemma
- Chilara
- Dannevigia
- Dicrolene
- Enchelybrotula
- Epetriodus
- Eretmichthys
- Genypterus
- Glyptophidium
- Holcomycteronus
- Homostolus
- Hoplobrotula
- Hypopleuron
- Lamprogrammus
- Leptobrotula
- Leucicorus
- Luciobrotula
- Mastigopterus
- Monomitopus
- Neobythites
- Neobythitoides
- Ophidion
- Otophidium
- Parophidion
- Penopus
- Petrotyx
- Porogadus
- Pycnocraspedum
- Raneya
- Selachophidium
- Sirembo
- Spectrunculus
- Spottobrotula
- Tauredophidium
- Typhlonus
- Ventichthys
- Xyelacyba